# 鲍里斯·派金
鲍里斯·罗曼诺维奇·派金（羅馬化：Boris Romanovich Paykin；1965年3月26日—）俄罗斯政治人物，第七届和第八届国家杜马代表。
从1980年代末开始，派金开始经商。1990年代中期，派金自愿担任圣彼得堡市长弗拉基米尔·雅科夫列夫第一副顾问的顾问。1996年至1997年，他担任圣彼得堡彼得格勒区区长。1997年，他成为圣彼得堡中小企业协会主席。2006年，他领导米亚西舍夫试验设计局。2013年，派金成为托斯诺足球俱乐部主席。2016年加入俄罗斯自由民主党。2017年9月10日，派金接替茹坚科夫的空缺职位当选第七届国家杜马代表。2021年9月起担任第八届国家杜马代表。

## 制裁
派金于2022年因俄乌战争而受到英国政府制裁。